# Charlotte (navn)
 For alternative betydninger, se Charlotte. (Se også artikler, som begynder med Charlotte)
Charlotte er et pigenavn, der stammer fra fransk og er afledt af drengenavnene Charles og Carl. Det findes også i varianter som Charlott og Charlotta.
Det kan dog også spores tilbage til det italienske Carlotta, som betyder "den frie".
Omkring 24.000 danskere bærer et af disse navne ifølge Danmarks Statistik.
Navnet Charlotte har i Danmark ikke nogen navnedag.

## Kendte personer med navnet

### Konglige
- Charlotte Amalie af Hessen-Kassel, dansk dronning.
- Charlotte Frederikke af Mecklenburg-Schwerin, dansk kronprinsesse.
- Prinsesse Charlotte af Cambridge, britisk prinsesse
- Charlotte af Mecklenburg-Strelitz, britisk dronningekonsort.

### Politikere
- Charlotte Ammundsen, dansk politiker og borgmester.
- Charlotte Antonsen, dansk folketingsmedlem.
- Charlotte Dyremose, dansk folketingspolitiker.
- Charlotte Fischer, dansk folketingsmedlem.

### Skuespillere, filmfolk og sangere
- Charlotte Sachs Bostrup, dansk skuespiller og filminstruktør.
- Charlotte Ernst, dansk skuespiller.
- Charlotte Fich, dansk skuespiller.
- Charlotte Guldberg, dansk skuespiller og sanger.
- Sannie Charlotte Carlson, dansk sanger (kendt som Whigfield).
- Luise Charlotte Helmuth, dansk barneskuespiller (kendt som Pusle Helmuth).
- Charlotte Munck, dansk skuespiller.
- Charlotte Sieling, dansk skuespiller og tv-instruktør.
- Charlotte Wiehe, dansk skuespiller.

### Andre
- Charlotte Brontë, engelsk forfatter.
- Charlotte Corday, fransk kvinde, der myrdede Marat.
- Charlotte Munck, dansk sygeplejerske.
- Charlotte Strandgaard, dansk forfatter.
- Charlotte Hagen Striib, dansk journalist.

## Navnet anvendt i fiktion
- Charlot og Charlotte er titlen på en tv-serie fra 1996 af Ole Bornedal.
- Charlotte Lewis – fiktiv person i tv-serien Lost.
- Charlotte Ritter er en af hovedpersonerne i den tyske tv-serie Babylon Berlin.